# Fußball-Weltmeisterschaft 2014/Italien
Dieser Artikel behandelt die italienische Fußballnationalmannschaft bei der Fußball-Weltmeisterschaft 2014. Italien nahm zum 18. Mal an der Endrunde und zum vierten Mal an einer Endrunde in Südamerika teil. Bei der letzten Endrunde 1978 in Südamerika belegte Italien den vierten Platz. Italien schied zum zweiten Mal nacheinander in der Vorrunde aus.

## Qualifikation
Italien spielte in der europäischen Qualifikationsgruppe B. Gegner waren Dänemark, Tschechien, Bulgarien, erstmals in einem Länderspiel Armenien und Malta. Italien wurde ungeschlagen mit sechs Siegen und vier Remis Gruppensieger und qualifizierte sich bereits am 10. September als zweite europäische Mannschaft für die Endrunde. In den beiden folgenden Spielen wurden mehrere Stammspieler nicht eingesetzt. Die zweitplatzierte dänische Mannschaft konnte sich als schlechtester Gruppenzweiter nicht für die Playoff-Spiele der Gruppenzweiten qualifizieren.

### Gruppenphase
| Pl. | Team       | Sp. | S | U | N | Tore    | Diff. | Punkte |
| --- | ---------- | --- | - | - | - | ------- | ----- | ------ |
| 1.  | Italien    | 10  | 6 | 4 | 0 | 019:900 | +10   | 22     |
| 2.  | Dänemark   | 10  | 4 | 4 | 2 | 017:120 | +5    | 16     |
| 3.  | Tschechien | 10  | 4 | 3 | 3 | 013:900 | +4    | 15     |
| 4.  | Bulgarien  | 10  | 3 | 4 | 3 | 014:900 | +5    | 13     |
| 5.  | Armenien   | 10  | 4 | 1 | 5 | 012:130 | −1    | 13     |
| 6.  | Malta      | 10  | 1 | 0 | 9 | 005:280 | −23   | 03     |

Spielergebnisse
| Datum      | Ort              | Heimmannschaft | - | Gast       | Ergebnis  | Torschützen für Italien                          |
| ---------- | ---------------- | -------------- | - | ---------- | --------- | ------------------------------------------------ |
| 07.09.2012 | Sofia (BUL)      | Bulgarien      | – | Italien    | 2:2 (1:2) | Osvaldo (36., 40.)                               |
| 11.09.2012 | Modena           | Italien        | – | Malta      | 2:0 (1:0) | Destro (5.), Peluso (90.+2)                      |
| 12.10.2012 | Jerewan (ARM)    | Armenien       | – | Italien    | 1:3 (1:1) | Pirlo (11./Elfm.), de Rossi (64.), Osvaldo (82.) |
| 16.10.2012 | Mailand          | Italien        | – | Dänemark   | 3:1 (2:1) | Montolivo (34.), de Rossi (37.), Balotelli (54.) |
| 26.03.2013 | Attard           | Malta          | – | Italien    | 0:2 (0:2) | Balotelli (8., 45./Elfm.)                        |
| 07.06.2013 | Prag (CZE)       | Tschechien     | – | Italien    | 0:0       |                                                  |
| 06.09.2013 | Palermo          | Italien        | – | Bulgarien  | 1:0 (1:0) | Gilardino (38.)                                  |
| 10.09.2013 | Turin            | Italien        | – | Tschechien | 2:1 (0:1) | Chiellini (51.), Balotelli (54./Elfm.)           |
| 11.10.2013 | Kopenhagen (DNK) | Dänemark       | – | Italien    | 2:2 (1:1) | Osvaldo (28.), Aquilani (90.+1)                  |
| 15.10.2013 | Neapel           | Italien        | – | Armenien   | 2:2 (1:1) | Florenzi (24.), Balotelli (76.)                  |

Insgesamt setzte Cesare Prandelli in den 10 Spielen 40 Spieler ein. Kein Spieler machte alle Spiele mit. Die meisten Spiele (9 von 10) bestritt Andrea Pirlo. Bester Torschütze war Mario Balotelli mit fünf Toren, der aber nur in fünf Spielen zum Einsatz kam. Zehn weitere Spieler steuerten den Rest bei. Am 11. Oktober 2013 wurde Gianluigi Buffon beim Spiel gegen Dänemark mit seinem 137. Länderspiel Rekordnationalspieler. Bereits am 10. September hatte er den Rekord von Fabio Cannavaro eingestellt. Mit Lorenzo Insigne hatte nur ein Spieler seinen ersten Einsatz in der A-Nationalmannschaft in den Qualifikationsspielen.

## Vorbereitung
Testspiele:
- 05. März 2014 in Madrid gegen Welt- und Europameister Spanien: 0:1
- 31. Mai 2014 in London gegen Irland: 0:0
- 04. Juni 2014 in Perugia gegen Luxemburg: 1:1 (Torschütze für Italien: Marchisio/8.)

## Kader
Eine vorläufige Spielerliste mit 30 Spielern musste bis zum 13. Mai 2014 bei der FIFA eingereicht werden. Die definitive Liste mit 23 Spielern musste bis spätestens zum 2. Juni 2014 bei der FIFA eingehen.
Nachfolgend ist der Kader Italiens für die WM aufgeführt. Es wurden noch vier Spieler berücksichtigt mit denen Italien 2006 den WM-Titel gewann, die aber bis auf Andrea Barzagli sowie fünf weitere auch zum Kader gehörten, der 2010 in der Vorrunde ausschied.
Antonio Mirante reiste mit der Nationalmannschaft in das erste Trainingslager zur Vorbereitung auf die WM, gehörte jedoch nicht zum 30-köpfigen Spieleraufgebot. Er flag aber zunächst mit nach Brasilien, da Salvatore Sirigu an einer Rippenverletzung laborierte. Riccardo Montolivo brach sich im Testspiel gegen Irland das Bein und konnte daher nicht für die WM berücksichtigt werden. Wegen längerer Verletzungen im Saisonverlauf wurde zudem Giuseppe Rossi nicht berücksichtigt.
| Nr.        | Spieler           | Verein               | Länderspiel- einsätze * | Länderspiel- tore * | Geburtsdatum      | Spiele   | Tore     | Gelbe Karten | Gelb-Rote Karten | Rote Karten | WM-Teilnahmen          | WM-Spiele (insgesamt) | WM-Tore (insgesamt) |
| Torhüter   | Torhüter          | Torhüter             | Torhüter                | Torhüter            | Torhüter          | Torhüter | Torhüter | Torhüter     | Torhüter         | Torhüter    | Torhüter               | Torhüter              | Torhüter            |
| ---------- | ----------------- | -------------------- | ----------------------- | ------------------- | ----------------- | -------- | -------- | ------------ | ---------------- | ----------- | ---------------------- | --------------------- | ------------------- |
| 01         | Gianluigi Buffon  | Juventus TurinM      | 140                     | 0                   | 28. Januar 1978   | 2        | 0        | 0            | 0                | 0           | 1998, 2002, 2006, 2010 | 12                    | 0                   |
| 13         | Mattia Perin      | CFC Genua            | 0                       | 0                   | 10. November 1992 | 0        | 0        | 0            | 0                | 0           |                        |                       |                     |
| 12         | Salvatore Sirigu  | Paris Saint-GermainM | 08                      | 0                   | 12. Januar 1987   | 1        | 0        | 0            | 0                | 0           |                        |                       |                     |
| Abwehr     |                   |                      |                         |                     |                   |          |          |              |                  |             |                        |                       |                     |
| 07         | Ignazio Abate     | AC Mailand           | 020                     | 01                  | 2. November 1986  | 1        | 0        | 0            | 0                | 0           |                        |                       |                     |
| 15         | Andrea Barzagli   | Juventus TurinM      | 047                     | 0                   | 8. Mai 1981       | 3        | 0        | 0            | 0                | 0           | 2006                   | 2                     | 0                   |
| 19         | Leonardo Bonucci  | Juventus TurinM      | 037                     | 02                  | 1. Mai 1987       | 1        | 0        | 0            | 0                | 0           | 2010                   | 0                     | 0                   |
| 03         | Giorgio Chiellini | Juventus TurinM      | 068                     | 04                  | 14. August 1984   | 3        | 0        | 0            | 0                | 0           | 2010                   | 3                     | 0                   |
| 04         | Matteo Darmian    | FC Turin             | 01                      | 0                   | 2. Dezember 1989  | 3        | 0        | 0            | 0                | 0           |                        |                       |                     |
| 02         | Mattia De Sciglio | AC Mailand           | 011                     | 0                   | 20. Oktober 1992  | 1        | 0        | 1            | 0                | 0           |                        |                       |                     |
| 20         | Gabriel Paletta   | FC Parma             | 002                     | 0                   | 15. Februar 1986  | 1        | 0        | 0            | 0                | 0           |                        |                       |                     |
| Mittelfeld |                   |                      |                         |                     |                   |          |          |              |                  |             |                        |                       |                     |
| 14         | Alberto Aquilani  | AC Florenz           | 035                     | 05                  | 7. Juli 1984      | 0        | 0        | 0            | 0                | 0           |                        |                       |                     |
| 06         | Antonio Candreva  | Lazio Rom            | 019                     | 0                   | 28. Februar 1987  | 2        | 0        | 0            | 0                | 0           |                        |                       |                     |
| 16         | Daniele De Rossi  | AS Rom               | 095                     | 15                  | 24. Juli 1983     | 2        | 0        | 0            | 0                | 0           | 2006, 2010             | 3                     | 1                   |
| 08         | Claudio Marchisio | Juventus TurinM      | 044                     | 03                  | 19. Januar 1986   | 3        | 1        | 0            | 0                | 1           | 2010                   | 2                     | 0                   |
| 05         | Thiago Motta      | Paris Saint-GermainM | 020                     | 01                  | 28. August 1982   | 3        | 0        | 0            | 0                | 0           |                        |                       |                     |
| 18         | Marco Parolo      | FC Parma             | 04                      | 0                   | 25. Januar 1985   | 2        | 0        | 0            | 0                | 0           |                        |                       |                     |
| 21         | Andrea Pirlo      | Juventus TurinM      | 109                     | 13                  | 19. Mai 1979      | 3        | 0        | 0            | 0                | 0           | 2006, 2010             | 8                     | 1                   |
| 23         | Marco Verratti    | Paris Saint-GermainM | 06                      | 01                  | 5. November 1992  | 2        | 0        | 0            | 0                | 0           |                        |                       |                     |
| Angriff    |                   |                      |                         |                     |                   |          |          |              |                  |             |                        |                       |                     |
| 09         | Mario Balotelli   | AC Mailand           | 030                     | 12                  | 12. August 1990   | 3        | 1        | 2            | 0                | 0           |                        |                       |                     |
| 10         | Antonio Cassano   | FC Parma             | 037                     | 10                  | 12. Juli 1982     | 2        | 0        | 0            | 0                | 0           |                        |                       |                     |
| 11         | Alessio Cerci     | FC Turin             | 012                     | 0                   | 23. Juli 1987     | 1        | 0        | 0            | 0                | 0           |                        |                       |                     |
| 17         | Ciro Immobile     | FC Turin             | 02                      | 0                   | 2. Februar 1990   | 2        | 0        | 0            | 0                | 0           |                        |                       |                     |
| 22         | Lorenzo Insigne   | SSC NeapelP          | 05                      | 01                  | 4. Juni 1991      | 1        | 0        | 0            | 0                | 0           |                        |                       |                     |

(*) angegeben sind nur die Spiele und Tore, die vor Beginn der Weltmeisterschaft absolviert bzw. erzielt wurden.
1. ↑  M = Der Verein wurde in der Saison 2013/14 Meister seines Landes, P = Der Verein wurde in der Saison 2013/14 Pokalsieger

## Endrunde

### Gruppenphase
Bei der am 6. Dezember 2013 vorgenommenen Auslosung der Endrunde wurde Italien aufgrund der Platzierung in der FIFA-Weltrangliste im Oktober 2013 zunächst dem Topf 4 mit den ungesetzten europäischen Mannschaften zugeteilt und dann dem Topf 2 zugelost, um anschließend gezielt einer Gruppe mit einer gesetzten südamerikanischen Mannschaft zugelost zu werden. Durch dieses Verfahren kam Italien in die Gruppe D mit Uruguay. Ferner wurden England und Costa Rica zugelost. Damit war dies die erste Gruppe bei einer WM mit drei Ex-Weltmeistern. Gegen Uruguay spielte Italien zuletzt im Spiel um Platz 3 beim FIFA-Konföderationen-Pokal 2013, wobei Italien nach einem 2:2 nach Verlängerung das Elfmeterschießen mit 3:2 gewann. Von neun Spielen vor der WM gegen Uruguay konnte Italien zwei gewinnen, drei wurden verloren und vier endeten remis. Bei einer Weltmeisterschaft trafen beide zuletzt 1990 im Achtelfinale aufeinander, wobei Italien mit 2:0 gewann. In der Vorrunde 1970 trennten sich beide 0:0 und erreichten gemeinsam das Viertelfinale. Das letzte Wettbewerbsspiel zwischen Italien und England war das Viertelfinale der EM-2012, bei dem Italien nach torlosem Ausgang das Elfmeterschießen mit 4:2 gewann. Am 15. August 2012 gab es noch ein Freundschaftsspiel, das gegen England mit 1:2 verloren wurde. Das zuvor einzige WM-Spiel zwischen beiden Mannschaften war das Spiel um Platz 3 1990, das Italien mit 2:1 gewinnen konnte. In insgesamt 24 Begegnungen vor der WM gab es 9 Siege für Italien, 7 Remis und 8 Siege für England. Gegen Costa Rica gab es zuvor nur ein Freundschaftsspiel, das am 11. Juni 1994 in der Vorbereitung auf die WM-Endrunde mit 1:0 gewonnen wurde.
Mannschaftsquartier und Traingsstätte war das Portobello Resort & Safari in Mangaratiba.
| Rang | Land       | Tore | Punkte |
| ---- | ---------- | ---- | ------ |
| 1    | Costa Rica | 4:1  | 7      |
| 2    | Uruguay    | 4:4  | 6      |
| 3    | Italien    | 2:3  | 3      |
| 4    | England    | 2:4  | 1      |

- Sa., 14. Juni 2014, 18:00 Uhr (24:00 Uhr MESZ) in Manaus
 England –  Italien 1:2 (1:1)
- Fr., 20. Juni 2014, 13:00 Uhr (18:00 Uhr MESZ) in Recife
 Italien –  Costa Rica 0:1 (0:1)
- Di., 24. Juni 2014, 13:00 Uhr (18:00 Uhr MESZ) in Natal
 Italien –  Uruguay 0:1 (0:0)

Italien hatte zuvor lediglich einmal, am 19. Juni 2013 in der Confed-Cup-Vorrunde, in Recife gespielt, aber weder in Manaus noch Natal.

## Sportliche Auswirkungen
In der FIFA-Weltrangliste fiel Italien um fünf Plätze von Platz 9 auf Platz 14.
Claudio Marchisio wurde aufgrund seines Platzverweises im letzten Gruppenspiel für ein Spiel gesperrt. Da Italien ausschied, musste die Spielsperre beim nächsten offiziellen Länderspiel, der Qualifikation für die EM 2016 verbüßt werden. Zudem wurde der Offizielle Aldo Esposito wegen mehrfach unsportlichem Verhalten gegenüber Spieloffiziellen für sechs Spiele gesperrt.

## Rücktritte
- Cesare Prandelli trat nach der WM als Nationaltrainer zurück. Nachfolger wurde Antonio Conte. Andrea Pirlo, der vor der WM angekündigt hatte nach der WM seine Nationalmannschaftskarriere zu beenden, konnte dagegen von Conte zum Weitermachen überredet werden.[8]